# Bornholmkabel
Das Bornholmkabel ist ein 60-kV-Kabel, das die Stromnetze Bornholms und Schwedens miteinander verknüpft. Es beinhaltet eines der längsten Drehstrom-Seekabel der Erde.
Das Bornholmkabel beginnt im 60-kV-Umspannwerk Hasle (⊙) und führt auf einer Länge von 1,4 Kilometern als Erdkabel mit einem Querschnitt von 400 Quadratmillimeter Kupfer pro Leiter zur Ostsee. Für den 43,5 Kilometer langen Seekabel-Abschnitt wird ein Kabel mit 240 mm² Querschnitt verwendet. Vom schwedischen Landungspunkt führt ein 700 Meter langes Erdkabel zu einem Kabelterminal (⊙) südöstlich von Borrby, von wo aus die Leitung als 60-kV-Freileitung mit Leitern mit 127 mm² Kupfer zum 132-kV/60-kV-Umspannwerk Borrby (⊙) führt.
Dieses wird aus dem schwedischen 132-kV-Lastverteiler-Umspannwerk Tomelilla (⊙) über eine zweikreisige 132-kV-Leitung gespeist.